# Maria Jarema
Maria Jarema, wzgl. Maria Jaremianka (ur. 24 listopada 1908 w Starym Samborze, zm. 1 listopada 1958 w Krakowie) – polska malarka, rzeźbiarka i scenografka.

## Życiorys

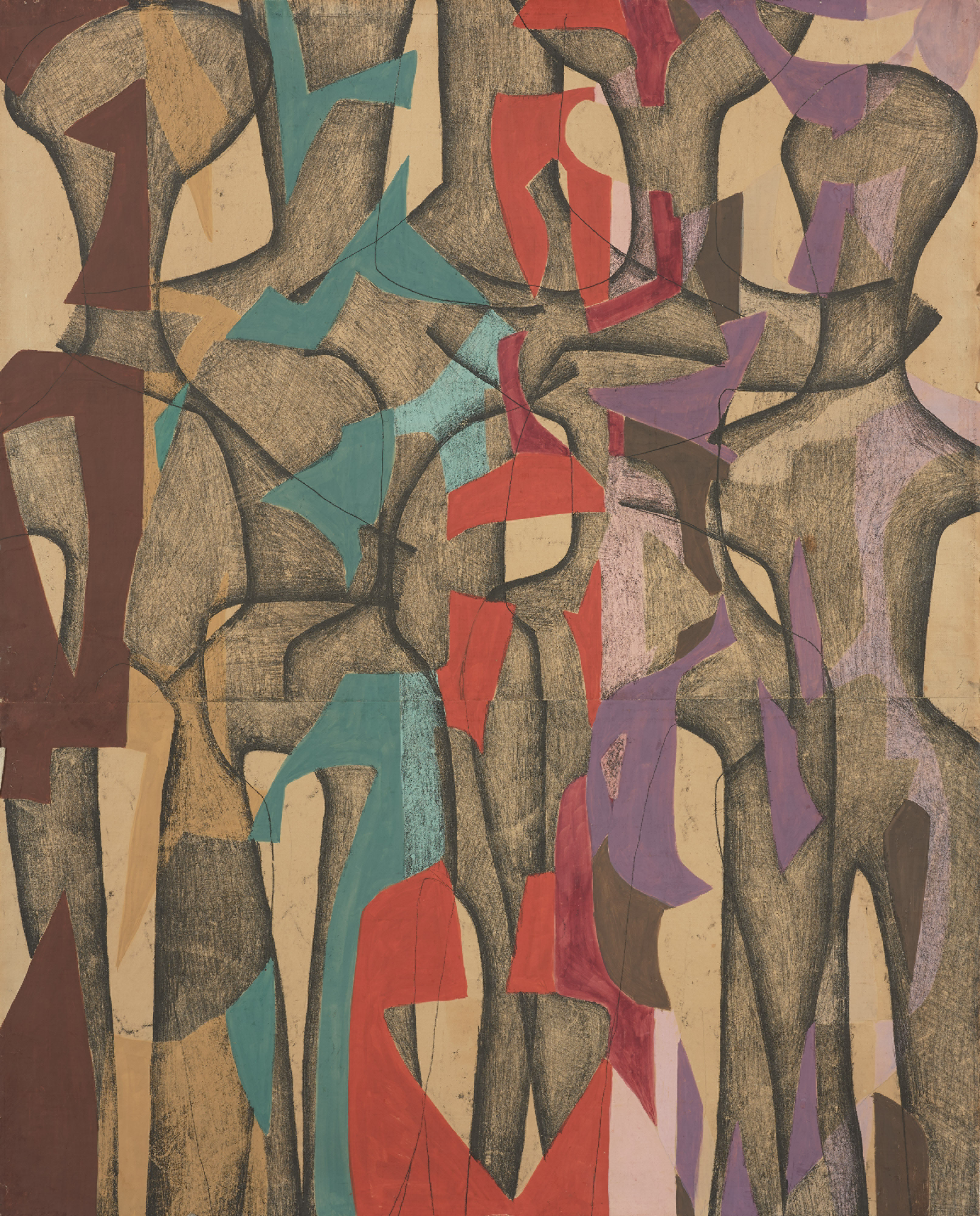
Maria Jarema, Wyrazy. Kompozycja abstrakcyjna, 1956, Muzeum Narodowe w Szczecinie

Była córką prawnika i adwokata Józefa Jaremy i absolwentki konserwatorium muzycznego Stefanii ze Śmigielskich. Po ukończeniu szkoły powszechnej uczęszczała do Prywatnego Gimnazjum Żeńskiego im. Marii Konopnickiej w Samborze. Egzamin maturalny zdała w 1928 roku, po czym w latach 1929–1935 studiowała rzeźbę w Akademii Sztuk Pięknych w Krakowie, w pracowni Xawerego Dunikowskiego. Była współzałożycielką awangardowej i radykalnie lewicowej Grupy Krakowskiej (1930). W 1937 roku za swoje poglądy i pracę kolporterską w Międzynarodowej Organizacji Pomocy Rewolucjonistom (MOPR) była represjonowana.
Współpracowała z teatrem eksperymentalnym Cricot jako scenografka i projektantka kostiumów oraz teatrzykiem kukiełkowym Jana Polewki, który tworzył szopki polityczne w środowisku robotników.
W czasie okupacji hitlerowskiej działała w tajnym ruchu artystycznym, w Radzie Głównej Opiekuńczej, współpracowała z komunistyczną grupą konspiracyjną Polska Ludowa. Pracowała jako szatniarka w Kawiarni Plastyków przy ulicy Łobzowskiej. W okresie okupacji Maria pracowała także przez rok w warsztacie lalek artystycznych przy Radzie Głównej Opiekuńczej.
W latach powojennych współpracowała z teatrem Cricot 2 Tadeusza Kantora, projektując kostiumy, wykonując scenografię i jako aktorka.
Zmarła 1 listopada 1958 roku z powodu długiej, przewlekłej choroby. Została pochowana na cmentarzu Salwatorskim w Krakowie.

## Twórczość
Przed wybuchem II wojny światowej zajmowała się głównie rzeźbą. Powstała wtedy m.in. rzeźba Akt (1938). Lalki, które powstały podczas pracy w warsztacie lalek artystycznych w czasie okupacji są dziełami sztuki. Zrobione z drutów, różnokolorowych skrawków tkanin, włóczki, nici. Powstała w tym okresie kolekcja lalek, z których zachowały się: Stwór z jamnikowatymi uszami, Don Kichot na koniu, Piesek, Torreador. Po 1945 roku należała do Grupy Młodych Plastyków oraz do reaktywowanej w 1957 roku Grupy Krakowskiej II. Porzuciła rzeźbę dla malarstwa w czasie okupacji. Jej pierwsze obrazy to głównie tempery, gwasze i akwarele m.in. Czerwony konik (1942), Akt (1946), Kobieta siedząca (1947), Tancerki, Rycerz. Tworzyła obrazy abstrakcyjne. Od 1951 wykonywała monotypie. Wykorzystując tę technikę i łącząc ją niekiedy z farbami olejnymi i temperami wykonała jedne z najsławniejszych swoich cykli malarskich – Penetracje oraz Rytmy.
Inne cykle to m.in. Postacie, Figury, Głowy, Chwyty (1953), Wyrazy (1954–1957), Filtry.
Prace Marii Jaremy wystawiane były m.in. w Stanach Zjednoczonych, Francji, Niemczech, Szwajcarii. Znajdują się w muzeach i zbiorach prywatnych, m.in. w Muzeum Narodowym w Warszawie, Krakowie i Wrocławiu, Muzeum Sztuki w Łodzi. Wzięła udział we wszystkich trzech Wystawach Sztuki Nowoczesnej (Kraków 1948–49, Warszawa 1957 i 1959). Obrazy artystki reprezentowały polską sztukę m.in. na Biennale w Wenecji (1958) i – pośmiertnie – na Biennale Sztuki Współczesnej w São Paulo (1961).
Na Cmentarzu Rakowickim znajduje się zaprojektowany przez nią pomnik robotników fabryki Semperit z 1951 roku, poległych w czasie strajku w 1936 roku. Ma on postać kamiennego bloku z inskrypcją: „Życie przemija. Wieczny jest lud i jego sprawa” i medalionem, na którym widać ręce trzymające młotek i napis PPS. Po stronie lewej osiem schodków piętrzących się ku centralnej części, na każdym nazwisko jednego z poległych w strajku.
Na Plantach w Krakowie przy skrzyżowaniu ulic Franciszkańskiej i Straszewskiego, naprzeciwko Filharmonii Krakowskiej znajduje się fontanna „Fortepian Chopina” według jej projektu z 1949 roku, zrealizowana w 2006 roku przez Wandę Czełkowską.

## Życie prywatne
Matka Marii Jaremy po ukończeniu konserwatorium muzycznego we Lwowie nauczała w szkole muzyki, a w domu udzielała prywatnych lekcji, natomiast ojciec prowadził kancelarię adwokacką w Starym Samborze.
Maria Jarema miała sześciu braci i siostrę bliźniaczkę (Bronisławę zwaną Nuną, Nusią). Była siostrą malarza Józefa Jaremy oraz Władysława Jaremy, aktora, reżysera i twórcy Teatru Lalki, Maski i Aktora Groteska.
Z mężem Kornelem Filipowiczem miała syna Aleksandra (ur. 1943).

## Odniesienia w kulturze
W 2019 roku nakładem Wydawnictwa Znak ukazała się książka Jaremianka. Biografia autorstwa Agnieszki Daukszy.

## Odznaczenia i nagrody
- Krzyż Kawalerskim Orderu Odrodzenia Polski w 1958 roku[5]
- Nagroda Miasta Krakowa w 1957 roku za całokształt twórczości artystycznej[3][7]
- Nagroda Towarzystwa Przyjaźni Polsko-Włoskiej im. Francesca Nullo w 1958 roku na XXIX Biennale w Wenecji[3][7].

## Upamiętnienie
- Jest patronką ulicy w Krakowie w Dzielnicy IV Prądnik Biały, na Azorach[3];
- Na elewacji bloku przy ulicy Jaremy 1-15 w Krakowie znajduje się wielkoformatowy mural, który jest reprodukcją fragmentu obrazu Marii Jaremy z cyklu Penetracje z 1956 roku. Mural został odsłonięty w 2008 roku z inicjatywy Muzeum Narodowego w Krakowie, w ramach projektu – „Ulicami do sztuki”, w setną rocznicę urodzin i pięćdziesiątą śmierci artystki[16];
- Rzeźba wykonana w 1934 roku w kształcie kobiecej głowy, inspirowana wyglądem Marii Jaremy, nad portalem kamienicy przy alei Słowackiego 16 w Krakowie – autor Henryk Wiciński[17].

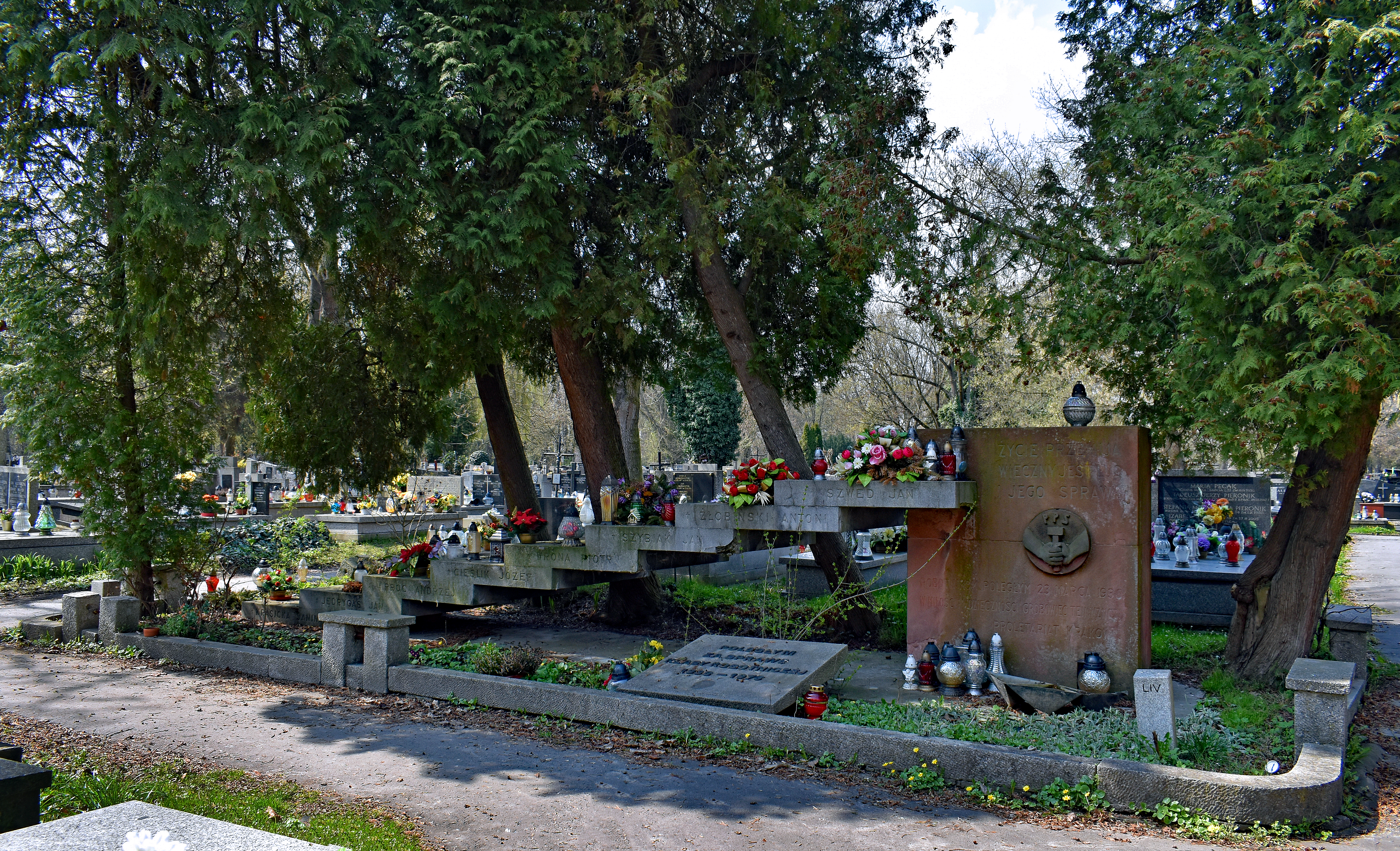
Pomnik z 1951 roku, nad grobami zastrzelonych przez policję w 1936, robotników Semperitu Kraków, Cmentarz Rakowicki.
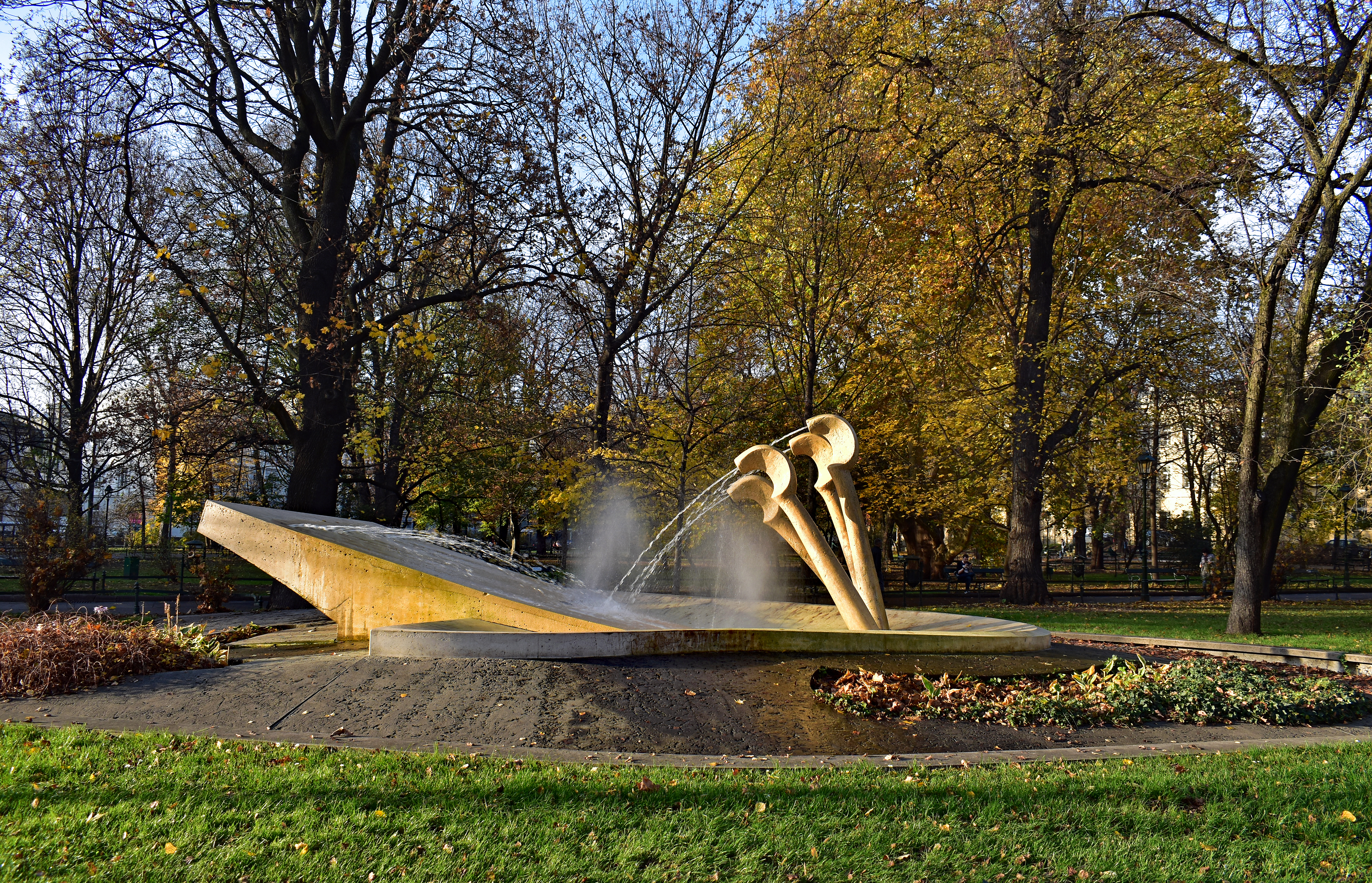
Fortepian Chopina – projekt Marii Jaremy z 1949 roku, zrealizowany w 2006 przez Wandę Czełkowską. Kraków, Planty przy ul. Franciszkańskiej.
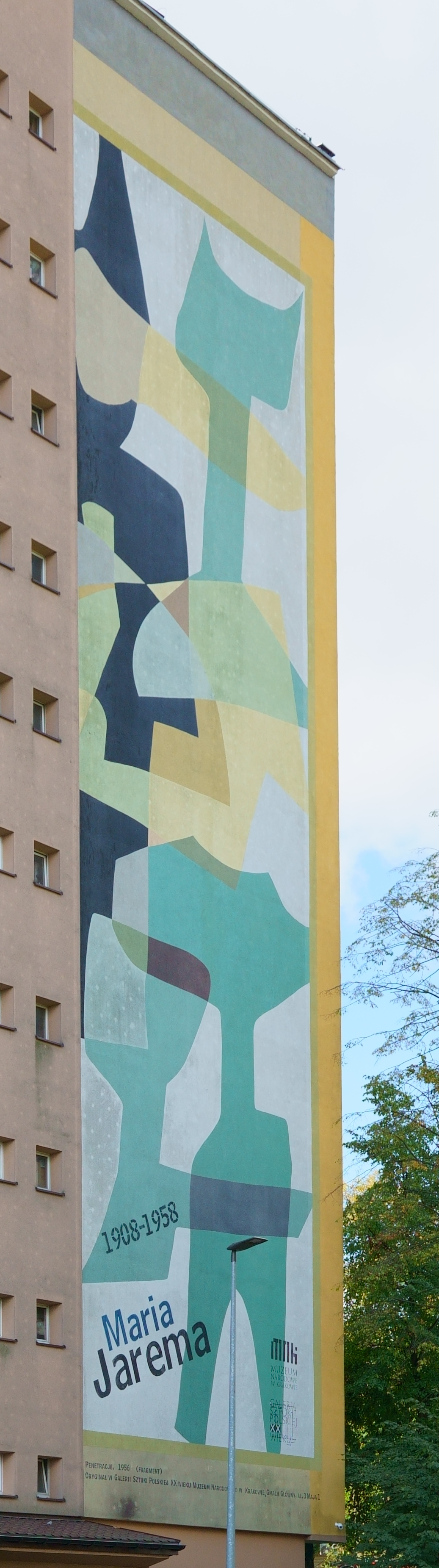
Mural na elewacji bloku przy ulicy Marii Jaremy w Krakowie. Reprodukcja fragmentu obrazu Marii Jaremy z cyklu Penetracje.
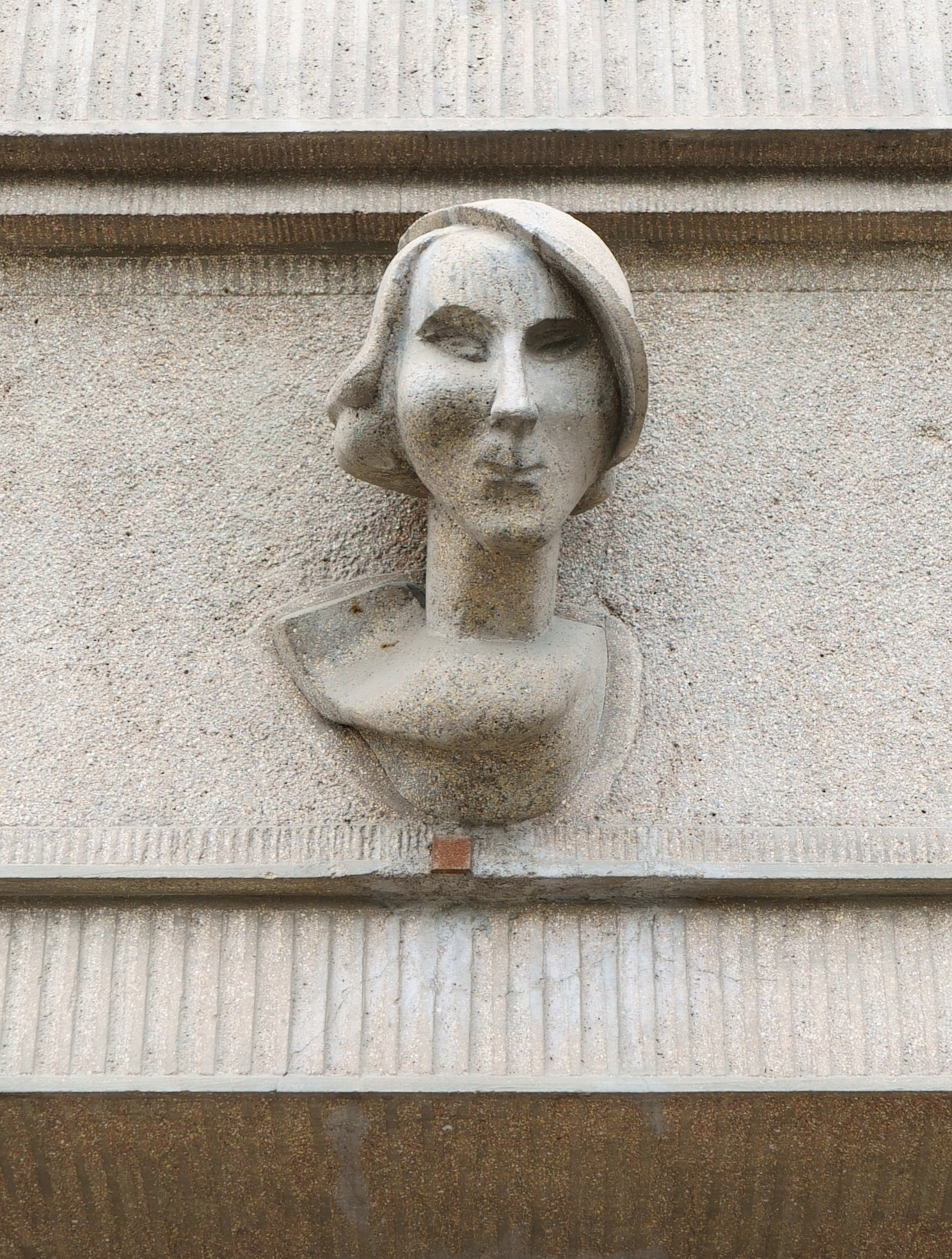
Rzeźba w kształcie kobiecej głowy, inspirowana wyglądem Marii Jaremy, nad portalem kamienicy przy  alei Słowackiego 16 w Krakowie – autor Henryk Wiciński.